# Saint-Laurent-les-Tours
Saint-Laurent-les-Tours – miejscowość i gmina we Francji, w regionie Oksytania, w departamencie Lot.
Według danych na rok 1990 gminę zamieszkiwało 835 osób, a gęstość zaludnienia wynosiła 77 osób/km² (wśród 3020 gmin regionu Midi-Pireneje Saint-Laurent-les-Tours plasuje się na 397. miejscu pod względem liczby ludności, natomiast pod względem powierzchni na miejscu 1026.).